# Ramon II de Trípoli
Ramon II de Trípoli   (Trípoli, 1115 (Gregorià) - Trípoli, març 1152) fou un comte de Trípoli de 1137 a 1152 fill de Ponç, comte de Trípoli, i de Cecília de França.

## Biografia
El 1137, l'atabeg Zengi va envair el Principat d'Antioquia i a continuació el Comtat de Trípoli. El comte Ponç li va presentar batalla a Mont Pelegrí, però fou capturat i executat. Els seljúcides van agafar a continuació la direcció de Jerusalem on el rei Folc V va reunir les seves tropes. Ramon II els seguia i els va sorprendre mentre els turcs estaven assetjant Montferrand, però Ramon fou vençut i empresonat.
L'emir de Damasc, inquiet de la potència en augment de Zengi es va aliar al Regne de Jerusalem i els dos exèrcits aliats el van derrotar i rebutjar. El 1142 Ramon II fou alliberat contra un rescat. Per evitar que una nova invasió turca no agafés el comtat per sorpresa, va confiar el Crac dels Cavallers als hospitalers. Aquests van conservar el castell durant cent trenta anys, fins a la seva conquesta pels mamelucs l'any 1271.
La derrota no va aniquilar les forces de Zengi, i aquest va capturar Edessa el 1144. Fou assassinat l'any 1146, i el seu fill Nur ad-Din Mahmud el va succeir, i va completar la conquesta del Comtat d'Edessa i la d'una part del Principat d'Antioquia. L'anunci de la presa d'Edessa va provocar una Segona Croada, però els croats cometeren nombrosos errors, en principi travessant Anatòlia, on els turcs van delmar l'exèrcit croat, i a continuació atacant Damasc, l'únic aliat musulmà dels francs. Entre els croats hi havia Alfons Jordà, comte de Tolosa i besoncle de Ramon II, que, segons sembla, reivindicava el Comtat de Trípoli per ell mateix, i va morir enverinat poc després. Acusat de l'homicidi, Ramon va refusar d'ajuntar-se a la croada.
La seva esposa Hodierna de Jerusalem l'enganyava tant obertament que va pensar a repudiar-la. Balduí II de Jerusalem va aconseguir evitar l'escàndol, però no va poder evitar que la seva filla Melisenda quedés tacada d'il·legitimitat. Restaren casats, però la poca entesa regnava en la parella, ja que Hodierna no volia pas canviar els seus costums.
Ramon II fou assassinat l'abril del 1152 per dos assassins (nizarites), probablement a instigació de la seva esposa.

## Matrimoni i fills
Es va casar l'any 1131 amb Hodierna de Rethel († 1152), filla de Balduí II, rei de Jerusalem i de Mòrfia de Malatya, i va tenir com a fills :
- Ramon III (v. 1140 † 1187), comte de Tripoli i príncep de Galilea.
- Melisenda, promesa el 1159 a l'emperador Manuel I Comnè, que va trencar el compromís en tenir dubtes sobre la legitimitat de Melisenda.[4]